# Rintintin (série télévisée)
Pour les articles homonymes, voir Rintintin.
Rintintin (The Adventures of Rin Tin Tin) est une série télévisée américaine en 164 épisodes de 25 minutes, en noir et blanc, créée par Lee Duncan.

## Synopsis
À la fin du XIXe siècle, le 101e régiment de cavalerie de Fort Apache recueille un jeune garçon, Rusty, et son berger allemand, Rintintin, uniques survivants d'un convoi de pionniers attaqué par des Indiens. À la suite d'une de leurs aventures, Rusty est promu caporal honoraire, et Rintintin, mascotte du régiment. On leur donne officiellement l'autorisation de rester au fort.

## Diffusions
Entre le 15 octobre 1954 et le 8 mai 1959 sur le réseau ABC. La série a été diffusée dès le 1er avril 1955 sur Télé Luxembourg, à raison d'un épisode quotidien (samedi et dimanche inclus), à 19 h. En Belgique, elle a été diffusée à partir du 25 janvier 1958, à raison d'un épisode hebdomadaire, chaque samedi, à 19 h, en remplacement d'une autre série western américaine, Aigle noir. En France, la série a été diffusée à partir du 16 février 1958 sur RTF Télévision,.
Des répétitions de la série ont été retransmises par la télévision quotidiennement et les samedis sur la chaîne CBS depuis octobre 1959 jusqu'à septembre 1964. Une nouvelle série de diffusions est réalisée en 1976, jusqu'au milieu des années 1980. Les originales en noir et blanc ont été mis sépia.
Le succès de Rintintin a causé l'annulation sur la chaîne CBS de la série The Adventures of Champion (en), qui a été remplacée le 10 février 1956, par My Friend Flicka.

## Acteurs

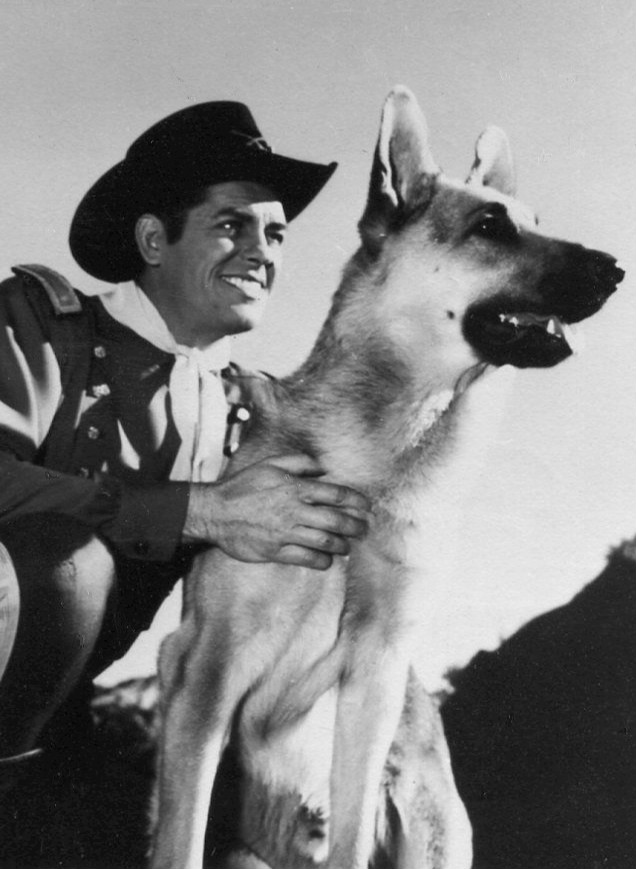
Photographie montrant James Brown et Rintintin en 1955.

L'acteur texan James Brown (1920-1992) apparaît dans chaque épisode, dans le rôle du lieutenant Ripley « Rip » Masters. Parmi le reste de la distribution figurent l'acteur vétéran Joe Sawyer, ainsi que Rand Brooks, porté par l'énorme succès du film Autant en emporte le vent.
Les invités de la série Rintintin incluent des vétérans de western et des chanteurs tels que Roscoe Ates et Dean Fredericks, qui sont aussi apparus dans la série Sky King, ainsi que Ed Hinton et John Pickard dans la série du même genre Boots and Saddles (syndication, 1957-1958), ils apparaissent trois fois dans la série Rintintin. Lee Van Cleef et Harry Dean Stanton apparaîtront aussi dans cette série. La série fut produite par Screen Gems.
Le personnage de Rintintin est apparu dans quelques films et séries de radio dès 1922. L'un des chiens utilisés dans la série de télévision était un arrière-petit-fils du Rintintin originel.

### Distribution
- Rintintin IV : Rintintin
- Lee Aaker (V.F : Linette Lemercier (153 premiers épisodes) puis Brigitte Lecordier (11 derniers épisodes))   : Rusty
- James Brown  (V.F : Roger Rudel) : Lieutenant Ripley « Rip » Masters
- Rand Brooks  (V.F : Jean Berton) : Caporal Randy Boone
- Gregg Barton (en) : épisode La Ville aux fantômes : Foley
- Tim Considine : épisode Forêt en flamme : Sydney
- Steve Conte (en) : épisode La Ville aux fantômes : Stannard
- Tommy Farrell : Caporal Thad Carson (1957-1959)
- William Forrest : Major Swanson
- Hal Hopper : Caporal Clark (1955-1957)
- John Hoyt : Colonel Barker
- Francis McDonald : épisode La Ville aux fantômes : Bisbee
- Zon Murray (en) : épisode La Ville aux fantômes : Ford
- Roy Roberts : épisode Forêt en flamme : Tom Rogers
- Henry Rowland (en) : épisode La Ville aux fantômes : LaRue
- Joe Sawyer  (V.F : André Bervil) : Sergent Aloysius « Biff » O'Hara
- Syd Saylor : Clem Pritikin (1956-1958)
- Les Tremayne : Major Stone (1958-1959)

## Épisodes

### Première saison (1954-1955)
1. Voici Rintintin (Meet Rin Tin Tin)
2. Forêt en flamme (Rin Tin Tin in the Flaming Forest)
3. Rivière aux folies ('Rin Tin Tin and the Raging River)
4. Tueur de chat (The Killer Cat)
5. L'Éducation du caporal Rusty (The Education of Corporal Rusty)
6. Hors-la-loi (Rin Tin Tin, Outlaw)
7. Fort Apache (The Outcast of Fort Apache)
8. La Recrue (Rin Tin Tin and the New Recruit)
9. Frères de sang (Blood Brothers)
10. De l'or en barres (Rin Tin Tin and the Gold Bullion)
11. Une enquête difficile (Rin Tin Tin and the Shifting Sands)
12. Rusty joue les Cupidons (Rusty Plays Cupid)
13. La Perle de Cléopatre (Rin Tin Tin And The Medicine Man)
14. L'Enfant de la forêt (The Babe In The Woods)
15. Le Nid de l'aiglon (Rin Tin Tin and the Eagle's Nest)
16. Rusty démissionne de l'armée (Rusty Resigns from the Army)
17. L'Héritage de O'Hara (The Legacy of Sean O'Hara)
18. Le Nouveau Barbier de Séville (Rin Tin Tin and the Barber of Seville)
19. Le Vrai Coupable est démasqué (The Guilty One)
20. La Boîte magique (Rin Tin Tin and the Magic Box)
21. Celui qu'on croyait mort (Rin Tin Tin and the Dead Man's Gold)
22. La Ville aux fantômes (Rin Tin Tin and the Ghost Town)
23. Coureurs de récompenses (Rin Tin Tin and the Bounty Hunters)
24. Adieu Fort Apache (Farewell to Fort Apache)
25. L'Écossais perdu (Rin Tin Tin and the Lost Scotchman)
26. Seul sur la route interminable (Rin Tin Tin and the Lonesome Road)
27. L'Appel du clairon (Rin Tin Tin and the Bugle Call)
28. Mr. Shakespeare (Rin Tin Tin Meets Shakespeare)
29. Chef étalon sauvage (Rin Tin Tin and the Wild Stallion)
30. Rusty volontaire (Rusty Volunteers)
31. Pauvre petit garçon riche (Rin Tin Tin and the Poor Little Rich Boy)
32. Le Bison blanc (Rin Tin Tin and the White Buffalo)

### Deuxième saison (1955-1956)
1. Rintintin rencontre le président (Rin Tin Tin Meets Mister President)
2. Le Cheval d'acier (Rin Tin Tin and the Iron Horse)
3. Le Maréchal Higgins (Higgins Rides Again)
4. Le Mariage du caporal Boone (Boone's Wedding Day)
5. Rusty devient maire (Rusty Goes to Town)
6. Le Témoin (Rin Tin Tin and the Star Witness)
7. La Dernière Chance (Rin Tin Tin and the Last Chance)
8. Le Conte de Noël (Rin Tin Tin and the Christmas Story)
9. L'Héritier retrouvé (Rin Tin Tin and the Missing Heir)
10. Le Premier Chagrin (Rusty's Romance)
11. Le Novice de Fort Apache (Rin Tin Tin and the Tin Soldier)
12. Rintintin et la mère de O'Hara (Rin Tin Tin Meets O'Hara's Mother)
13. Le Troisième Cavalier (The Third Rider)
14. Rusty se rend (Rusty Surrenders)
15. Les Professeurs heureux (Rin Tin Tin and the Rainmaker)
16. Le Trésor de l'écossais perdu (Scotchman's Gold)
17. Homère le magnifique (Rin Tin Tin and Homer the Great)
18. Rintintin paléontologue (Rinty Finds a Bone)
19. En avant (Forward Ho!)
20. La Sorcière des bois (Rin Tin Tin and the Witch of the Woods)
21. Le Retour du chef (Rin Tin Tin and the Return of the Chief)
22. Yo-o Rusty (Yo-o Rinty)
23. Le Loup blanc (1/2) (Rin Tin Tin and the White Wolf (1/2))
24. Le Retour de Rintintin (2/2) (Return of Rin Tin Tin (2/2))
25. Le Petit Chien perdu (The Lost Puppy)
26. Avec les remerciements du président (Presidential Citation)
27. Le Meilleur Ami d'Higgins (Higgins' Last Stand)
28. Le Rival (The Courtship of Marshal Higgins)
29. La Récompense de Rintintin (Rusty's Reward)
30. L'Aigle rouge (A Look of Eagles)
31. Le Vieux Soldat (Rusty's Strategy)
32. Le Piège (The General's Daughter)

### Troisième saison (1956-1957)
1. Titre français inconnu (The Indian Hater)
2. Titre français inconnu (Rin Tin Tin Meets the Southern Colonel)
3. Titre français inconnu (The Warrior's Promise)
4. Titre français inconnu (Sorrowful Joe Returns)
5. Titre français inconnu (The Lieutenant's Lesson)
6. Titre français inconnu (The Swedish Cook)
7. Titre français inconnu (Rusty Gets Busted)
8. Titre français inconnu (O'Hara's Gold)
9. Titre français inconnu (O'Hara Gets Culture)
10. Titre français inconnu (The Frame-Up')
11. Titre français inconnu (Boone's Commission)
12. Titre français inconnu (The Silent Witness)
13. Titre français inconnu (Indian Blood)
14. Titre français inconnu (The Old Soldier)
15. Titre français inconnu (Stagecoach Sally)
16. Titre français inconnu (Bitter Medicine)
17. Titre français inconnu (Corporal Carson)
18. Titre français inconnu (Hubert's Niece)
19. Titre français inconnu (O'Hara Gets Amnesia)
20. Titre français inconnu (Along Came Tubbs)
21. Titre français inconnu (Swanson's Choice)
22. Titre français inconnu (The Gentle Kingdom)
23. Titre français inconnu (The Swapper)
24. Titre français inconnu (The Old Man of the Mountain)

### Quatrième saison (1957-1958)
1. Titre français inconnu (Return to Fort Apache)
2. Titre français inconnu (The Last Navajo)
3. Titre français inconnu (Mother O'Hara's Marriage)
4. Titre français inconnu (Hostage of War Bonnet)
5. Titre français inconnu (Rodeo Clown)
6. Titre français inconnu (Frontier Angel)
7. Titre français inconnu (The Hunted)
8. Titre français inconnu (White Chief)
9. Titre français inconnu (Boundary Busters)
10. Titre français inconnu (Rin Tin Tin and the River Chase)
11. Titre français inconnu (Top Gun)
12. Titre français inconnu (Tomahawk Tubbs)
13. Titre français inconnu (The New C.O.)
14. Titre français inconnu (Pritikin's Predicament)
15. Titre français inconnu (Rusty's Remedy)
16. Titre français inconnu (Spanish Gold)
17. Titre français inconnu (Bitter Bounty)
18. Titre français inconnu (Sorrowful Joe's Policy)
19. Titre français inconnu (Border Incident)
20. Titre français inconnu (Wind-Wagon McClanahan)
21. Titre français inconnu (Rin Tin Tin and the Secret Weapon)
22. Titre français inconnu (Brave Bow)

### Cinquième saison (1958-1959)
1. Titre français inconnu (Escape to Danger)
2. Titre français inconnu (Decision of Rin Tin Tin)
3. Titre français inconnu (The Foot Soldier)
4. Titre français inconnu (Rusty's Opportunity)
5. Titre français inconnu (Running Horse)
6. Titre français inconnu (The Cloudbusters)
7. Titre français inconnu (Deadman's Valley)
8. Titre français inconnu (Grandpappy's Love Affair)
9. Titre français inconnu (The Epidemic)
10. Titre français inconnu (The Best Policy)
11. Titre français inconnu (Miracle of the Mission)
12. Titre français inconnu (Star of India)
13. Titre français inconnu (The Misfit Marshal)
14. Titre français inconnu (Old Betsy)
15. Titre français inconnu (Stagecoach to Phoenix)
16. Titre français inconnu (Major Mockingbird)
17. Titre français inconnu (The Matador)
18. Titre français inconnu (The Accusation)
19. Titre français inconnu (Royal Recruit)
20. Titre français inconnu (The Devil Rides Point)
21. Titre français inconnu (Pillajohn's Progress)
22. Titre français inconnu (The Ming Vase)
23. Titre français inconnu (Apache Stampede)
24. Titre français inconnu (The Luck of O'Hara)
25. Titre français inconnu (The Failure)

## Produits dérivés

### DVD
- Les Aventures de Rintintin (en version colorisée): Volume 1 (20 octobre 2005) ASIN B000BEU384
- Les Aventures de Rintintin (en version colorisée): Volume 2 (27 avril 2006) ASIN B000EHQSKA